# Studia Monastica
Studia Monastica és una revista d'investigació sobre el monaquisme, d'àmbit internacional, publicada per l'abadia de Montserrat amb una periodicitat semestral.
Studia Monastica fou fundada el 1959 per l'historiador i monjo del monestir de Montserrat Benet Colombàs i Llull, que la dirigí fins a l'any 1969. La revista, editada per Publicacions de l'Abadia de Montserrat té un consell de redacció internacional i admet articles en les principals llengües cultes. Actualment, el director de la revista és el monjo montserratí Carles Xavier Noriega.